# コパ・デル・レイ2018-2019
コパ・デル・レイ2018-2019 (2018-19 Copa del Rey)は、2018年9月5日から2019年5月25日の期間に開催された、通算116回目のコパ・デル・レイである。バレンシアが11大会ぶり8回目の優勝を果たした。

## 参加クラブ
以下の83クラブが参加する。
| プリメーラ・ディビシオン (20クラブ) リーガ・エスパニョーラ2017-2018所属全クラブが出場 | セグンダ・ディビシオン (20クラブ) セグンダ・ディビシオン2017-2018でリザーブチームを除く全クラブが出場 | セグンダ・ディビシオンB (25クラブ) セグンダ・ディビシオンB2017-2018のリザーブチームを除き、各グループにおける上位5クラブとグループ問わず最も勝ち点の多かった5クラブ出場 | テルセーラ・ディビシオン (18クラブ) テルセーラ・ディビシオン2017-2018の各グループで優勝したクラブ(優勝がリザーブチームの場合は準優勝クラブ)が出場 |
| - バルセロナ - アトレティコ・マドリード - レアル・マドリード - バレンシア - ビジャレアル - ベティス - セビージャ - ヘタフェ - エイバル - ジローナ - エスパニョール - レアル・ソシエダ - セルタ・ビーゴ - アラベス - レバンテ - アスレティック・ビルバオ - レガネス - デポルティーボ (II) - ラス・パルマス (II) - マラガ (II) | - ラージョ・バジェカーノ (I) - ウエスカ (I) - サラゴサ - スポルティング・ヒホン - バリャドリード (I) - ヌマンシア - オビエド - オサスナ - カディス - グラナダ - テネリフェ - ルーゴ - アルコルコン - レウス - ジムナスティック・タラゴナ - コルドバ - アルバセテ - アルメリア - クルトゥラル・レオネサ (III) - ロルカFC (IV) | - グループ1 ラージョ・マハダオンダ (II) フエンラブラダ ラピド・デ・ボウサス ナヴァルカルネロ タラベラ・デ・ラ・レイナ - グループ2 ミランデス ラシン・サンタンデール バラカルド ログロニェス ゲルニカ トゥデラーノ - グループ3 マジョルカ (II) エルチェ (II) コルネジャ オンティニエンテ エブロ リェイダ・エスポルティウ バダロナ - グループ4 カルタヘナ マルベジャ レアル・ムルシア エストレマドゥーラ (II) メリリャ ビジャノベンセ UCAMムルシア | - カラオラ (III) - カステリョン (III) - コンケンセ (III) - ドン・ベニート (III) - ドゥランゴ (III) - ジムナスティカ・トーレラベガ (III) - インテルナシオナル・マドリード (III) - ラングレオ (III) - テルエル (III) - ウニオニスタス・サラマンカ (III) - コンポステラ - サン・アンドレウ - レアル・ハエン - セウタ - ポブレンセ - メンサへーロ - イェクラーノ・デポルティーボ - ムティルベラ |
| 括弧内のローマ数字は2018-19シーズンの所属ディビジョン (I：プリメーラ・ディビシオン、II：セグンダ・ディビシオン、III：セグンダ・ディビシオンB、IV：テルセーラ・ディビシオン) | | | |

## 日程
| 試合       | 組み合わせ抽選会 | 開催日                  | 開催日               | 備考                                                                                               |
| 試合       | 組み合わせ抽選会 | 第1戦                   | 第2戦                | 備考                                                                                               |
| ---------- | ---------------- | ----------------------- | -------------------- | -------------------------------------------------------------------------------------------------- |
| 1回戦      | 2018年7月30日    | 2018年9月5日            | 2018年9月5日         | 新しいエントリ：セグンダB (3部)25チーム、テルセーラ (4部)18チーム参加 免除：セグンダB在籍の5チーム |
| 2回戦      | 2018年7月30日    | 2018年9月11日-13日      | 2018年9月11日-13日   | 新しいエントリ：セグンダ (2部)20チーム参加 免除：テルセーラ在籍の1チーム                           |
| 3回戦      | 2018年9月14日    | 2018年10月17日・18日    | 2018年10月17日・18日 | 免除：1・2回戦で免除されなかったセグンダB・テルセーラ所属の1チーム                                 |
| ラウンド32 | 2018年10月19日   | 2018年10月30日-11月28日 | 2018年12月4日-6日    | 新しいエントリ：プリメーラ (1部)20チーム参加                                                       |
| ラウンド16 | 2018年12月13日   | 2019年1月8日-10日       | 2019年1月15日-17日   | |
| 準々決勝   | 2019年1月18日    | 2019年1月22日-24日      | 2019年1月29日-31日   | |
| 準決勝     | 2019年2月1日     | 2019年2月6日・7日       | 2019年2月27日・28日  | |
| 決勝       | 2019年2月1日     | 2019年5月25日           | 2019年5月25日        | |

## 1回戦
組み合わせ抽選会は、2018年7月30日に行われた。このラウンドからは、セグンダB (3部)の33クラブ、テルセーラ (4部)の8クラブの合計41クラブが参加する。チーム名横の括弧内の数字は2018-19シーズンの所属ディビジョンを表す (2回戦以降も同様)。
- ビジャノベンセ、レアル・ムルシア、バダロナ、トゥデラーノ、ロルカFCの5チームが1回戦を免除になり、2回戦進出を決めた。

| チーム #1                          | スコア                 | チーム #2                                     | レポート |
| ---------------------------------- | ---------------------- | --------------------------------------------- | -------- |
| 2018年9月5日                       |                        |                                               |          |
| メンサへーロ (4)                   | 0 - 3                  | コンポステラ (4) \|\|レポート                 |          |
| ポブレンセ (4)                     | 1 - 4                  | オンティニエンテ (3) \|\|レポート             |          |
| ゲルニカ (3)                       | 1 - 0                  | ドゥランゴ (3) \|\|レポート                   |          |
| ナヴァルカルネロ (3)               | 0 - 2                  | クルトゥラル・レオネサ (3) \|\|レポート       |          |
| リェイダ・エスポルティウ (3)       | 2 - 0                  | テルエル (3) \|\|レポート                     |          |
| ラピド・デ・ボウサス (3)           | 0 - 4                  | ウニオニスタス・サラマンカ (3) \|\|レポート   |          |
| ラングレオ (3)                     | 1 - 2                  | ログロニェス (3) \|\|レポート                 |          |
| カステリョン (3)                   | 1 - 0                  | コンケンセ (3) \|\|レポート                   |          |
| UCAMムルシア (3)                   | 2 - 0                  | セウタ (4) \|\|レポート                       |          |
| インテルナシオナル・マドリード (3) | 2 - 2 (延長) (4-5 (p)) | フエンラブラダ (3) \|\|レポート               |          |
| バラカルド (3)                     | 1 - 1 (延長) (3-4 (p)) | ムティルベラ (4) \|\|レポート                 |          |
| ミランデス (3)                     | 0 - 1                  | ラシン・サンタンデール (3) \|\|レポート       |          |
| マルベジャ (3)                     | 0 - 1                  | エブロ (3) \|\|レポート                       |          |
| イェクラーノ・デポルティーボ (4)   | 1 - 2 (延長)           | メリリャ (3) \|\|レポート                     |          |
| コルネジャ (3)                     | 1 - 1 (延長) (2-3 (p)) | サン・アンドレウ (4) \|\|レポート             |          |
| カラオラ (3)                       | 1 - 1 (延長) (4-2 (p)) | ジムナスティカ・トーレラベガ (3) \|\|レポート |          |
| ドン・ベニート (3)                 | 0 - 2                  | カルタヘナ (3) \|\|レポート                   |          |
| タラベラ・デ・ラ・レイナ (3)       | 2 - 2 (延長) (3-4 (p)) | レアル・ハエン (4) \|\|レポート               |          |

## 2回戦
組み合わせ抽選会は、2018年7月28日に行われた。このラウンドからは、セグンダ (2部)の20クラブが新たに参加する。なおセグンダのチームはセグンダのチーム同士で対戦する。
- ムティルベラが2回戦を免除になり、3回戦進出を決めた。

| チーム #1                    | スコア                 | チーム #2                                   | レポート |
| ---------------------------- | ---------------------- | ------------------------------------------- | -------- |
| 2018年9月11日                |                        |                                             |          |
| マジョルカ (2)               | 1 - 0                  | オビエド (2) \|\|レポート                   |          |
| マラガ (2)                   | 1 - 2                  | アルメリア (2) \|\|レポート                 |          |
| 2018年9月12日                |                        |                                             |          |
| エブロ (3)                   | 0 - 0 (延長) (5-4 (p)) | レアル・ムルシア (3) \|\|レポート           |          |
| オンティニエンテ (3)         | 1 - 1 (延長) (6-5 (p)) | レアル・ハエン (4) \|\|レポート             |          |
| UCAMムルシア (3)             | 0 - 2                  | ラシン・サンタンデール (3) \|\|レポート     |          |
| リェイダ・エスポルティウ (3) | 1 - 0                  | コンポステラ (4) \|\|レポート               |          |
| オサスナ (2)                 | 1 - 2                  | レウス (3) \|\|レポート                     |          |
| アルコルコン (2)             | 1 - 0                  | エストレマドゥーラ (2) \|\|レポート         |          |
| カラオラ (3)                 | 2 - 0                  | カステリョン (3) \|\|レポート               |          |
| クルトゥラル・レオネサ (3)   | 1 - 1 (延長) (5-4 (p)) | フエンラブラダ (3) \|\|レポート             |          |
| サン・アンドレウ (4)         | 1 - 0 (延長)           | ゲルニカ (3) \|\|レポート                   |          |
| ビジャノベンセ (3)           | 2 - 1                  | バダロナ (3) \|\|レポート                   |          |
| メリリャ (3)                 | 3 - 0                  | トゥデラーノ (3) \|\|レポート               |          |
| ロルカFC (4)                 | 2 - 1                  | ウニオニスタス・サラマンカ (3) \|\|レポート |          |
| サラゴサ (2)                 | 2 - 1                  | デポルティーボ (2) \|\|レポート             |          |
| カルタヘナ (3)               | 1 - 1 (延長) (4-5 (p)) | ログロニェス (3) \|\|レポート               |          |
| テネリフェ (2)               | 1 - 2                  | カディス (2) \|\|レポート                   |          |
| コルドバ (2)                 | 2 - 0                  | ジムナスティック・タラゴナ (2) \|\|レポート |          |
| 2018年9月13日                |                        |                                             |          |
| アルバセテ (2)               | 2 - 3                  | ルーゴ (2) \|\|レポート                     |          |
| ヌマンシア (2)               | 1 - 2                  | スポルティング・ヒホン (2) \|\|レポート     |          |
| ラス・パルマス (2)           | 1 - 2                  | ラージョ・マハダオンダ (2) \|\|レポート     |          |
| エルチェ (2)                 | 2 - 1                  | グラナダ (2) \|\|レポート                   |          |

## 3回戦
組み合わせ抽選会は、2018年9月8日に行われた。
- マジョルカが3回戦を免除になり、ラウンド32進出を決めた。

| チーム #1                  | スコア                 | チーム #2                                 | レポート |
| -------------------------- | ---------------------- | ----------------------------------------- | -------- |
| 2018年10月16日             |                        |                                           |          |
| エルチェ (2)               | 1 - 4                  | コルドバ (2) \|\|レポート                 |          |
| 2018年10月17日             |                        |                                           |          |
| エブロ (3)                 | 2 - 1                  | リェイダ・エスポルティウ (3) \|\|レポート |          |
| ルーゴ (2)                 | 1 - 0                  | アルコルコン (2) \|\|レポート             |          |
| ムティルベラ (4)           | 1 - 3                  | ビジャノベンセ (3) \|\|レポート           |          |
| ラシン・サンタンデール (3) | 1 - 0 (延長)           | ログロニェス (3) \|\|レポート             |          |
| サン・アンドレウ (4)       | 1 - 0 (延長)           | カラオラ (3) \|\|レポート                 |          |
| ロルカFC (4)               | 0 - 3                  | クルトゥラル・レオネサ (3) \|\|レポート   |          |
| メリリャ (3)               | 2 - 0                  | オンティニエンテ (3) \|\|レポート         |          |
| サラゴサ (2)               | 0 - 1                  | カディス (2) \|\|レポート                 |          |
| 2018年10月18日             |                        |                                           |          |
| ラージョ・マハダオンダ (2) | 1 - 1 (延長) (3-4 (p)) | スポルティング・ヒホン (2) \|\|レポート   |          |
| アルメリア (2)             | 3 - 1                  | レウス (2) \|\|レポート                   |          |

## ラウンド32
組み合わせ抽選会は2018年10月19日に行われた。第1戦は2018年10月30日-11月28日、第2戦は12月4日-6日に開催された。
| チーム #1                    | 合計      | チーム #2                    | 第1戦 | 第2戦 |
| ---------------------------- | --------- | ---------------------------- | ----- | ----- |
| クルトゥラル・レオネサ (3)   | 1 - 5     | バルセロナ (1)               | 0 - 1 | 1 - 4 |
| エブロ (3)                   | 1 - 3     | バレンシア (1)               | 1 - 2 | 0 - 1 |
| サン・アンドレウ (4)         | 0 - 5     | アトレティコ・マドリード (1) | 0 - 1 | 0 - 4 |
| メリリャ (3)                 | 1 - 10    | レアル・マドリード (1)       | 0 - 4 | 1 - 6 |
| ビジャノベンセ (3)           | 0 - 1     | セビージャ (1)               | 0 - 0 | 0 - 1 |
| ラシン・サンタンデール (3)   | 0 - 5     | ベティス (1)                 | 0 - 1 | 0 - 4 |
| アルメリア (2)               | 3 - 11    | ビジャレアル (1)             | 3 - 3 | 0 - 8 |
| マジョルカ (2)               | 2 - 4     | バリャドリード (1)           | 1 - 2 | 1 - 2 |
| カディス (2)                 | 2 - 2 (a) | エスパニョール (1)           | 2 - 1 | 0 - 1 |
| スポルティング・ヒホン (2)   | 4 - 2     | エイバル (1)                 | 2 - 0 | 2 - 2 |
| ルーゴ (2)                   | 1 - 3     | レバンテ (1)                 | 1 - 1 | 0 - 2 |
| コルドバ (2)                 | 2 - 7     | ヘタフェ (1)                 | 1 - 2 | 1 - 5 |
| アスレティック・ビルバオ (1) | 8 - 0     | ウエスカ (1)                 | 4 - 0 | 4 - 0 |
| アラベス (1)                 | 3 - 4     | ジローナ (1)                 | 2 - 2 | 1 - 2 |
| レガネス (1)                 | 3 - 2     | ラージョ・バジェカーノ (1)   | 2 - 2 | 1 - 0 |
| セルタ・ビーゴ (1)           | 1 - 3     | レアル・ソシエダ (1)         | 1 - 1 | 0 - 2 |

### 第一戦
| 2018年10月30日 | エブロ (3)      | 1 - 2    | バレンシア (1)  | サラゴサ                                                                              |  |
| 19:30          | アメリビア 62分 | レポート | ミナ 71分, 80分 | 競技場: エスタディオ・デ・ラ・ロマレーダ 観客数: 9,911人 主審: ハビエル・エストラーダ |  |

| 2018年10月30日 | ルーゴ (2)    | 1 - 1    | レバンテ (1)    | ルーゴ                                                                            |  |
| 19:30          | エレーラ 11分 | レポート | マジョラル 53分 | 競技場: エスタディオ・アンヘル・カロ 観客数: 2,389人 主審: ゴンサレス・フエルテス |  |

| 2018年10月30日 | レガネス (1)            | 2 - 2    | ラージョ・バジェカーノ (1)      | レガネス |  |
| 20:30          | エン＝ネシリ 31分, 72分 | レポート | ガルシア 15分 · アレグリア 21分 | 競技場: エスタディオ・ムニシパル・デ・ブタルケ 観客数: 5,872人 主審: アルベルト・ウンディアーノ・マジェンコ |  |

| 2018年10月30日 | サン・アンドレウ (4) | 0 - 1    | アトレティコ・マドリード (1) | バルセロナ                                                                                |  |
| 21:30          |                      | レポート | マルティンス 33分            | 競技場: カンプ・ムニシパル・ナルシス・サラ 観客数: 5,995人 主審: ヘスス・ヒル・マンサーノ |  |

| 2018年10月31日 | メリリャ (3) | 0 - 4    | レアル・マドリード (1)                                                | メリリャ                                                                                              |  |
| 19:30          |              | レポート | ベンゼマ 28分 · アセンシオ 45分 · オドリオソラ 79分 · クリスト 90+2分 | 競技場: エスタディオ・ムニシパル・アルバレス・クラーロ 観客数: 7,212人 主審: ブルゴス・ベンゴエチェア |  |

| 2018年10月31日 | コルドバ (2)           | 1 - 2    | ヘタフェ (1)           | コルドバ                                                                                              |  |
| 20:30          | ゴンサレス 26分 (o.g.) | レポート | マタ 45分 (pen.), 90分 | 競技場: エスタディオ・ヌエボ・アルカンヘル 観客数: 4,129人 主審: ギジェルモ・クアドラ・フェルナンデス |  |

| 2018年10月31日 | アラベス (1)                          | 2 - 2    | ジローナ (1)                    | ビトリア＝ガステイス                                                                        |  |
| 20:30          | ソブリノ 63分 · アギーレガビリア 88分 | レポート | アルカラ 18分 · モンテス 90+6分 | 競技場: エスタディオ・デ・メンディソローサ 観客数: 9,346人 主審: アドリアン・コルデロ・ベガ |  |

| 2018年10月31日 | マジョルカ (2)  | 1 - 2    | バリャドリード (2) | パルマ・デ・マヨルカ                                                              |  |
| 20:30          | ブエナカサ 67分 | レポート | ヴェルデ 8分, 35分 | 競技場: イベロスター・エスタディ 観客数: 3,121人 主審: ダビド・メディエ・ヒメネス |  |

| 2018年10月31日 | クルトゥラル・レオネサ (3) | 0 - 1    | バルセロナ (1)  | レオン                                                                                 |  |
| 21:30          |                            | レポート | ラングレ 90+1分 | 競技場: エスタディオ・レイノ・デ・レオン 観客数: 10,873人 主審: マリオ・メレロ・ロペス |  |

| 2018年11月1日 | スポルティング・ヒホン (2)                | 2 - 0    | エイバル (1) | ヒホン                                                                                               |  |
| 12:00         | ジュルジェヴィッチ 54分 · マンザンビ 86分 | レポート |              | 競技場: エスタディオ・ムニシパル・エル・モリノン 観客数: 12,902人 主審: サンティアゴ・ハイメ・ラトレ |  |

| 2018年11月1日 | ビジャノベンセ (3) | 0 - 0    | セビージャ (1) | ビジャヌエバ・デ・ラ・セレーナ                                                        |  |
| 16:15         |                    | レポート |                | 競技場: エスタディオ・ロメロ・クエルダ 観客数: 7,145人 主審: イグナシオ・ビジャヌエバ |  |

| 2018年11月1日 | セルタ・ビーゴ (1) | 1 - 1    | レアル・ソシエダ (1) | ビーゴ                                                                                               |  |
| 16:15         | アスパス 58分      | レポート | フアンミ 89分        | 競技場: エスタディオ・ムニシパル・デ・バライードス 観客数: 15,195人 主審: ホセ・ムヌエラ・モンテーロ |  |

| 2018年11月1日 | アルメリア (2)                           | 3 - 3    | ビジャレアル (1)                                           | アルメリア                                                                                            |  |
| 18:30         | チェマ 52分 (pen.) · ガサマ 86分, 90+1分 | レポート | カソルラ 67分 · カジェホン 78分 (o.g.) · チュクウェゼ 83分 | 競技場: エスタディオ・デ・ロス・フエゴス・メディテラネオス 観客数: 8,004人 主審: アルベローラ・ロハス |  |

| 2018年11月1日 | カディス (2)             | 2 - 1    | エスパニョール (1) | カディス                                                                                 |  |
| 18:30         | レキッチ 1分 · ヨダ 41分 | レポート | プアド 36分        | 競技場: エスタディオ・ラモン・デ・カランサ 観客数: 11,830人 主審: マルティネス・ムヌエラ |  |

| 2018年11月1日 | ラシン・サンタンデール (3) | 0 - 1    | ベティス (1)      | サンタンデール                                                                           |  |
| 20:45         |                            | レポート | レオン 8分 (pen.) | 競技場: エスタディオ・エル・サルディネーロ 観客数: 17,398人 主審: プリエト・イグレシアス |  |

| 2018年11月28日 | アスレティック・ビルバオ (1)                               | 4 - 0    | ウエスカ (1) | ビルバオ                                                                         |  |
| 20:45          | アドゥリス 10分, 32分 · インスア 27分 (o.g.) · ベニャ 55分 | レポート |              | 競技場: エスタディオ・サン・マメス 観客数: 25,360人 主審: ゴンサレス・ゴンサレス |  |

### 第二戦
| 2018年12月4日 | バレンシア (1)  | 1 - 0 (2戦合計 3 - 1) | エブロ (3) | バレンシア                                                                           |  |
| 19:30         | バチュアイ 59分 | レポート              |            | 競技場: エスタディオ・デ・メスタージャ 観客数: 23,272人 主審: プリエト・イグレシアス |  |

二試合合計スコア 3 - 1でバレンシアがラウンド16進出
| 2018年12月4日 | ヘタフェ (1)                                                             | 5 - 1 (2戦合計 7 - 2) | コルドバ (2)  | ヘタフェ                                                                              |  |
| 19:30         | ポルティージョ 18分 · アンヘル 42分 (pen.), 78分, 80分 · イバニェス 49分 | レポート              | アイタミ 70分 | 競技場: コリセウム・アルフォンソ・ペレス 観客数: 5,562人 主審: マルティネス・ムヌエラ |  |

二試合合計スコア 7 - 2でヘタフェがラウンド16進出
| 2018年12月4日 | ラージョ・バジェカーノ (1) | 0 - 1 (2戦合計 2 - 3) | レガネス (1)           | マドリード                                                                                    |  |
| 20:30         |                            | レポート              | ベラスケス 17分 (o.g.) | 競技場: カンポ・デ・フトボル・デ・バジェカス 観客数: 8,372人 主審: アレハンドロ・エルナンデス |  |

二試合合計スコア 2 - 3でレガネスがラウンド16進出
| 2018年12月4日 | エスパニョール (1) | 1 - 0 (2戦合計 2 - 2 (a) | カディス (2) | クルナリャー・ダ・リュブラガート                                                               |  |
| 21:30         | ペレス 76分        | レポート                 |              | 競技場: エスタディ・コルネリャ＝エル・プラット 観客数: 12,560人 主審: ブルゴス・ベンゴエチェア |  |

二試合合計スコア 2 - 2、アウェーゴール差でエスパニョールがラウンド16進出
| 2018年12月5日 | アトレティコ・マドリード (1)                                | 4 - 0 (2戦合計 5 - 0) | サン・アンドレウ (4) | マドリード                                                                     |  |
| 19:30         | レマル 48分 · カリニッチ 53分 · コレア 55分 · ビトーロ 81分 | レポート              |                      | 競技場: ワンダ・メトロポリターノ 観客数: 31,414人 主審: マリオ・メレロ・ロペス |  |

二試合合計スコア 5 - 0でアトレティコ・マドリードがラウンド16進出
| 2018年12月5日 | ジローナ (1)                  | 2 - 1 (2戦合計 4 - 3) | アラベス (1)         | ジローナ                                                                          |  |
| 19:30         | グラネル 74分 · ポルトゥ 79分 | レポート              | アルカラ 62分 (o.g.) | 競技場: エスタディ・モンティリビ 観客数: 9,290人 主審: アントニオ・マテウ・ラオス |  |

二試合合計スコア 4 - 3でジローナがラウンド16進出
| 2018年12月5日 | セビージャ (1) | 1 - 0 (2戦合計 1 - 0) | ビジャノベンセ (3) | セビリア                                                                                               |  |
| 20:30         | シルヴァ 49分  | レポート              |                    | 競技場: エスタディオ・ラモン・サンチェス・ピスフアン 観客数: 19,908人 主審: ダビド・メディエ・ヒメネス |  |

二試合合計スコア 1 - 0でセビージャがラウンド16進出
| 2018年12月5日 | ビジャレアル (1)                                                                         | 8 - 0 (2戦合計 11 - 3) | アルメリア (2) | ヴィラ＝レアル                                                                       |  |
| 20:30         | エカンビ 23分, 30分, 36分, 47分 · バッカ 45分, 83分 (pen.) · ジェラール 67分 · ラバ 89分 | レポート               |                | 競技場: エスタディオ・デ・ラ・セラミカ 観客数: 12,739人 主審: ゴンサレス・フエルテス |  |

二試合合計スコア 11 - 3でビジャレアルがラウンド16進出
| 2018年12月5日 | レアル・ソシエダ (1)              | 2 - 0 (2戦合計 3 - 1) | セルタ・ビーゴ (1) | サン・セバスティアン                                                           |  |
| 20:30         | オヤルサバル 10分 · ヤヌザイ 27分 | レポート              |                    | 競技場: エスタディオ・アノエタ 観客数: 21,336人 主審: サンチェス・マルティネス |  |

二試合合計スコア 3 - 1でレアル・ソシエダがラウンド16進出
| 2018年12月5日 | バルセロナ (1)                                       | 4 - 1 (2戦合計 5 - 1) | クルトゥラル・レオネサ (3) | バルセロナ                                                                         |  |
| 21:30         | ムニル 18分 · D・スアレス 26分, 70分 · マウコム 43分 | レポート              | セネ 54分                  | 競技場: カンプ・ノウ 観客数: 76,398人 主審: アルベルト・ウンディアーノ・マジェンコ |  |

二試合合計スコア 5 - 1でバルセロナがラウンド16進出
| 2018年12月5日 | バリャドリード (1)            | 2 - 1 (2戦合計 4 - 2) | マジョルカ (2) | バリャドリッド                                                                          |  |
| 21:30         | プラーノ 49分 · ヴェルデ 88分 | レポート              | アブドン 48分  | 競技場: エスタディオ・ホセ・ソリージャ 観客数: 9,813人 主審: アドリアン・コルデロ・ベガ |  |

二試合合計スコア 4 - 2でバリャドリードがラウンド16進出
| 2018年12月6日 | レバンテ (1)                  | 2 - 0 (2戦合計 3 - 1) | ルーゴ (2) | バレンシア                                                                                               |  |
| 12:00         | コケ 80分 · ドワミーナ 90+3分 | レポート              |            | 競技場: エスタディオ・シウダ・デ・バレンシア 観客数: 10,805人 主審: ギジェルモ・クアドラ・フェルナンデス |  |

二試合合計スコア 3 - 1でレバンテがラウンド16進出
| 2018年12月6日 | レアル・マドリード (1)                                                          | 6 - 1 (2戦合計 10 - 1) | メリリャ (3)       | マドリード                                                                                 |  |
| 16:15         | アセンシオ 33分, 35分 · サンチェス 39分 · イスコ 47分, 83分 · ヴィニシウス 75分 | レポート               | ヤシン 82分 (pen.) | 競技場: エスタディオ・サンティアゴ・ベルナベウ 観客数: 55,243人 主審: アルベローラ・ロハス |  |

二試合合計スコア 10 - 1でレアル・マドリードがラウンド16進出
| 2018年12月6日 | エイバル (1)                      | 2 - 2 (2戦合計 2 - 4) | スポルティング・ヒホン (2)  | エイバル                                                                                      |  |
| 18:30         | ククレジャ 53分 · シャルレス 87分 | レポート              | ヒメネス 13分 · ペレス 39分 | 競技場: エスタディオ・ムニシパル・デ・イプルーア 観客数: 4,970人 主審: ゴンサレス・ゴンサレス |  |

二試合合計スコア 2 - 4でスポルティング・ヒホンがラウンド16進出
| 2018年12月6日 | ウエスカ (1) | 0 - 4 (2戦合計 0 - 8) | アスレティック・ビルバオ (1)                      | ウエスカ                                                                          |  |
| 18:30         |              | レポート              | アドゥリス 37分, 58分 · ウィリアムズ 80分, 90+2分 | 競技場: エスタディオ・エル・アルコラス 観客数: 5,561人 主審: カルロス・デル・セロ |  |

二試合合計スコア 0 - 8でアスレティック・ビルバオがラウンド16進出
| 2018年12月6日 | ベティス (1)                                                             | 4 - 0 (2戦合計 5 - 0) | ラシン・サンタンデール (3) | セビリア                                                                                   |  |
| 20:45         | バラガン 32分 · サナブリア 59分 (pen.) · レオン 69分 · ロ・チェルソ 89分 | レポート              |                            | 競技場: エスタディオ・ベニート・ビジャマリン 観客数: 34,732人 主審: ハビエル・エストラーダ |  |

二試合合計スコア 5 - 0でベティスがラウンド16進出

## ラウンド16
組み合わせ抽選会は2018年12月13日に行われた。第1戦は2019年1月8日-10日、第2戦は1月15日-17日に開催された。
| チーム #1                    | 合計      | チーム #2                    | 第1戦 | 第2戦 |
| ---------------------------- | --------- | ---------------------------- | ----- | ----- |
| レアル・マドリード (1)       | 3 - 1     | レガネス (1)                 | 3 - 0 | 0 - 1 |
| ヘタフェ (1)                 | 2 - 1     | バリャドリード (1)           | 1 - 0 | 1 - 1 |
| ベティス (1)                 | 2 - 2 (a) | レアル・ソシエダ (1)         | 0 - 0 | 2 - 2 |
| レバンテ (1)                 | 2 - 4     | バルセロナ (1)               | 2 - 1 | 0 - 3 |
| アスレティック・ビルバオ (1) | 2 - 3     | セビージャ (1)               | 1 - 3 | 1 - 0 |
| スポルティング・ヒホン (2)   | 2 - 4     | バレンシア (1)               | 2 - 1 | 0 - 3 |
| ジローナ (1)                 | 4 - 4 (a) | アトレティコ・マドリード (1) | 1 - 1 | 3 - 3 |
| ビジャレアル (1)             | 3 - 5     | エスパニョール (1)           | 2 - 2 | 1 - 3 |

### 第一戦
| 2019年1月8日 | スポルティング・ヒホン (2)          | 2 - 1    | バレンシア (1) | ヒホン |  |
| 21:30        | ノブレハス 34分 · ブラックマン 79分 | レポート | ガメイロ 45分  | 競技場: エスタディオ・ムニシパル・エル・モリノン 観客数: 9,870人 主審: アルベルト・ウンディアーノ・マジェンコ |  |

| 2019年1月23日 | ジローナ (1) | 1 - 1    | アトレティコ・マドリード (1) | ジローナ                                                                          |  |
| 19:30         | ロサノ 34分  | レポート | グリーズマン 9分             | 競技場: エスタディ・モンティリビ 観客数: 7,770人 主審: アレハンドロ・エルナンデス |  |

| 2019年1月23日 | ヘタフェ (1)    | 1 - 0    | バリャドリード (1) | ヘタフェ                                                                              |  |
| 20:30         | アンヘル 90+2分 | レポート |                    | 競技場: コリセウム・アルフォンソ・ペレス 観客数: 6,007人 主審: マリオ・メレロ・ロペス |  |

| 2019年1月23日 | ビジャレアル (1)            | 2 - 2    | エスパニョール (1)             | ヴィラ＝レアル                                                                           |  |
| 20:30         | エカンビ 85分 · バッカ 89分 | レポート | ダルデル 15分 · A・ロペス 71分 | 競技場: エスタディオ・デ・ラ・セラミカ 観客数: 12,207人 主審: ホセ・ムヌエラ・モンテーロ |  |

| 2019年1月23日 | レアル・マドリード (1)                                 | 3 - 0    | レガネス (1) | マドリード                                                                                     |  |
| 21:30         | ラモス 44分 (pen.) · バスケス 68分 · ヴィニシウス 77分 | レポート |              | 競技場: エスタディオ・サンティアゴ・ベルナベウ 観客数: 44,231人 主審: ヘスス・ヒル・マンサーノ |  |

| 2019年1月10日 | アスレティック・ビルバオ (1) | 1 - 3    | セビージャ (1)                                     | ビルバオ                                                                       |  |
| 19:30         | サン・ホセ 49分              | レポート | ノリート 6分 · シルヴァ 53分 · ベン・イェデル 77分 | 競技場: エスタディオ・サン・マメス 観客数: 33,847人 主審: カルロス・デル・セロ |  |

| 2019年1月10日 | ベティス (1) | 0 - 0    | レアル・ソシエダ (1) | セビリア                                                                                         |  |
| 20:30         |              | レポート |                      | 競技場: エスタディオ・ベニート・ビジャマリン 観客数: 26,273人 主審: サンティアゴ・ハイメ・ラトレ |  |

| 2019年1月10日 | レバンテ (1)                 | 2 - 1    | バルセロナ (1)           | バレンシア                                                                                   |  |
| 21:30         | カバコ 4分 · マジョラル 18分 | レポート | コウチーニョ 85分 (pen.) | 競技場: エスタディオ・シウダ・デ・バレンシア 観客数: 17,614人 主審: ブルゴス・ベンゴエチェア |  |

### 第二戦
| 2019年1月15日 | バリャドリード (1) | 1 - 1 (2戦合計 1 - 2) | ヘタフェ (1)         | バリャドリッド                                                                     |  |
| 19:30         | ヴェルデ 50分      | レポート              | アンヘル 29分 (pen.) | 競技場: エスタディオ・ホセ・ソリージャ 観客数: 11,183人 主審: アルベローラ・ロハス |  |

二試合合計スコア 2 - 1でヘタフェが準々決勝進出
| 2019年1月15日 | バレンシア (1)                  | 3 - 0 (2戦合計 4 - 2) | スポルティング・ヒホン (2) | バレンシア                                                                           |  |
| 21:30         | ミナ 65分, 76分 · フェラン 90分 | レポート              |                            | 競技場: エスタディオ・デ・メスタージャ 観客数: 33,149人 主審: ハビエル・エストラーダ |  |

二試合合計スコア 4 - 2でバレンシアが準々決勝進出
| 2019年1月30日 | アトレティコ・マドリード (1)                      | 3 - 3 (2戦合計 4 - 4 (a) | ジローナ (1)                                              | マドリード                                                                         |  |
| 19:30         | カリニッチ 12分 · コレア 66分 · グリーズマン 84分 | レポート                 | フェルナンデス 37分 · ストゥアーニ 89分 · ドゥンビア 88分 | 競技場: ワンダ・メトロポリターノ 観客数: 45,221人 主審: アントニオ・マテウ・ラオス |  |

二試合合計スコア 4 - 4、アウェーゴール差でジローナが準々決勝進出
| 2019年1月30日 | セビージャ (1) | 0 - 1 (2戦合計 3 - 2) | アスレティック・ビルバオ (1) | セビリア                                                                                           |  |
| 20:30         |                | レポート              | グルセタ 77分                | 競技場: エスタディオ・ラモン・サンチェス・ピスフアン 観客数: 26,456人 主審: ゴンサレス・ゴンサレス |  |

二試合合計スコア 3 - 2でセビージャが準々決勝進出
| 2019年1月30日 | レガネス (1)        | 1 - 0 (2戦合計 1 - 3) | レアル・マドリード (1) | レガネス                                                                                    |  |
| 21:30         | ブライトバイテ 30分 | レポート              |                        | 競技場: エスタディオ・ムニシパル・デ・ブタルケ 観客数: 9,437人 主審: マルティネス・ムヌエラ |  |

二試合合計スコア 3 - 1でレアル・マドリードが準々決勝進出
| 2019年1月17日 | レアル・ソシエダ (1)              | 2 - 2 (2戦合計 2 - 2 (a) | ベティス (1)                | サン・セバスティアン                                                         |  |
| 19:30         | スベルディア 40分 · メリーノ 62分 | レポート                 | カナレス 37分 · ロレン 70分 | 競技場: エスタディオ・アノエタ 観客数: 21,336人 主審: プリエト・イグレシアス |  |

二試合合計スコア 2 - 2、アウェーゴール差でベティスが準々決勝進出
| 2019年1月17日 | エスパニョール (1)                                      | 3 - 1 (2戦合計 5 - 3) | ビジャレアル (1)  | クルナリャー・ダ・リュブラガート                                                             |  |
| 20:30         | ピアッティ 34分 (pen.) · イグレシアス 37分 (pen.), 74分 | レポート              | チュクウェゼ 42分 | 競技場: エスタディ・コルネリャ＝エル・プラット 観客数: 11,171人 主審: ゴンサレス・フエルテス |  |

二試合合計スコア 5 - 3でビジャレアルが準々決勝進出
| 2019年1月17日 | バルセロナ (1)                    | 3 - 0 (2戦合計 4 - 2) | レバンテ (1) | バルセロナ                                                           |  |
| 21:30         | デンベレ 30分, 31分 · メッシ 54分 | レポート              |              | 競技場: カンプ・ノウ 観客数: 42,838人 主審: サンチェス・マルティネス |  |

二試合合計スコア 4 - 2でバルセロナが準々決勝進出

## 準々決勝
組み合わせ抽選会は2019年1月18日に行われた。第1戦は2019年1月22日-24日、第2戦は1月29日-31日に開催された。
| チーム #1              | 合計  | チーム #2      | 第1戦 | 第2戦        |
| ---------------------- | ----- | -------------- | ----- | ------------ |
| レアル・マドリード (1) | 7 - 2 | ジローナ (1)   | 4 - 2 | 3 - 1        |
| ヘタフェ (1)           | 2 - 3 | バレンシア (1) | 1 - 0 | 1 - 3        |
| エスパニョール (1)     | 2 - 4 | ベティス (1)   | 1 - 1 | 1 - 3 (延長) |
| セビージャ (1)         | 3 - 6 | バルセロナ (1) | 2 - 0 | 1 - 6        |

### 第一戦
| 2019年1月22日 | ヘタフェ (1)  | 1 - 0    | バレンシア (1) | ヘタフェ                                                                                |  |
| 21:30         | モリーナ 77分 | レポート |                | 競技場: コリセウム・アルフォンソ・ペレス 観客数: 7,021人 主審: ヘスス・ヒル・マンサーノ |  |

| 2019年1月23日 | セビージャ (1)                      | 2 - 0    | バルセロナ (1) | セビリア                                                                                         |  |
| 21:30         | サラビア 58分 · ベン・イェデル 76分 | レポート |                | 競技場: エスタディオ・ラモン・サンチェス・ピスフアン 観客数: 38,403人 主審: カルロス・デル・セロ |  |

| 2019年1月24日 | エスパニョール (1) | 1 - 1    | ベティス (1)    | クルナリャー・ダ・リュブラガート                                                                 |  |
| 19:30         | イグレシアス 27分  | レポート | サナブリア 81分 | 競技場: エスタディ・コルネリャ＝エル・プラット 観客数: 13,381人 主審: アントニオ・マテウ・ラオス |  |

| 2019年1月24日 | レアル・マドリード (1)                                   | 4 - 2    | ジローナ (1)                      | マドリード                                                                                                 |  |
| 21:30         | バスケス 18分 · ラモス 42分 (pen.), 77分 · ベンゼマ 80分 | レポート | ロサノ 7分 · グラネル 66分 (pen.) | 競技場: エスタディオ・サンティアゴ・ベルナベウ 観客数: 50,865 主審: アルベルト・ウンディアーノ・マジェンコ |  |

### 第二戦
| 2019年1月29日 | バレンシア (1)                | 3 - 1 (2戦合計 3 - 2) | ヘタフェ (1) | バレンシア                                                                           |  |
| 21:30         | ロドリゴ 61分, 90+2分, 90+3分 | レポート              | モリーナ 1分 | 競技場: エスタディオ・デ・メスタージャ 観客数: 34,140人 主審: ハビエル・エストラーダ |  |

二試合合計スコア 3 - 2でバレンシアが準決勝進出
| 2019年1月30日 | ベティス (1)                                    | 3 - 1 (延長) (2戦合計 4 - 2) | エスパニョール (1)    | セビリア                                                                                     |  |
| 19:30         | ロ・チェルソ 76分 · レオン 95分 · マンディ 99分 | レポート                     | レオ・バチストン 33分 | 競技場: エスタディオ・ベニート・ビジャマリン 観客数: 40,028人 主審: ブルゴス・ベンゴエチェア |  |

二試合合計スコア 4 - 2でベティスが準決勝進出
| 2019年1月30日 | バルセロナ (1)                                                                                        | 6 - 1 (2戦合計 6 - 3) | セビージャ (1) | バルセロナ                                                           |  |
| 21:30         | コウチーニョ 13分 (pen.), 53分 · ラキティッチ 31分 · ロベルト 54分 · L・スアレス 89分 · メッシ 90+2分 | レポート              | アラーナ 67分  | 競技場: カンプ・ノウ 観客数: 58,050人 主審: サンチェス・マルティネス |  |

二試合合計スコア 6 - 3でバルセロナが準決勝進出
| 2019年1月31日 | ジローナ (1) | 1 - 3 (2戦合計 2 - 7) | レアル・マドリード (1)                | ジローナ                                                                       |  |
| 21:30         | ポロ 71分    | レポート              | ベンゼマ 27分, 43分 · ジョレンテ 76分 | 競技場: エスタディ・モンティリビ 観客数: 14,158人 主審: マルティネス・ムヌエラ |  |

二試合合計スコア 7 - 2でレアル・マドリードが準決勝進出

## 準決勝
組み合わせ抽選会は2019年2月1日に行われた。第1戦は2019年2月6日・7日、第2戦は2月27日・28日に開催される。
| チーム #1      | 合計  | チーム #2              | 第1戦 | 第2戦 |
| -------------- | ----- | ---------------------- | ----- | ----- |
| バルセロナ (1) | 4 - 1 | レアル・マドリード (1) | 1 - 1 | 3 - 0 |
| ベティス (1)   | 2 - 3 | バレンシア (1)         | 2 - 2 | 0 - 1 |

### 第一戦
| 2019年2月6日 | バルセロナ (1) | 1 - 1    | レアル・マドリード (1) | バルセロナ                                                             |  |
| 21:00        | マウコム 57分  | レポート | バスケス 6分           | 競技場: カンプ・ノウ 観客数: 92,008人 主審: アントニオ・マテウ・ラオス |  |

| 2019年2月7日 | ベティス (1)                | 2 - 2    | バレンシア (1)                      | セビリア                                                                                 |  |
| 21:00        | ロレン 45分 · ホアキン 54分 | レポート | チェリシェフ 70分 · ガメイロ 90+2分 | 競技場: エスタディオ・ベニート・ビジャマリン 観客数: 57,123人 主審: カルロス・デル・セロ |  |

### 第二戦
| 2019年2月27日 | レアル・マドリード (1) | 0 - 3 (2戦合計 1 - 4) | バルセロナ (1)                                       | マドリード                                                                    |  |
| 21:00         |                        | レポート              | L・スアレス 50分, 73分 (pen.) · ヴァラン 69分 (o.g.) | 競技場: エスタディオ・サンティアゴ・ベルナベウ 主審: サンチェス・マルティネス |  |

二試合合計スコア 4 - 1でバルセロナが決勝進出
| 2019年2月28日 | バレンシア (1) | 1 - 0 (2戦合計 3 - 2) | ベティス (1) | バレンシア                                                          |  |
| 21:00         | ロドリゴ 56分  | レポート              |              | 競技場: エスタディオ・デ・メスタージャ 主審: ゴンサレス・ゴンサレス |  |

二試合合計スコア 3 - 2でバレンシアが準決勝進出

## 決勝
| 2019年5月25日 21:00 |

| バルセロナ (1) | 1 - 2    | バレンシア (1)                |
| メッシ 73分    | レポート | ガメイロ 21分 · ロドリゴ 33分 |

| エスタディオ・ベニート・ビジャマリン ,セビリア 観客数: 53,698人 主審: アルベルト・ウンディアーノ・マジェンコ |

| バルセロナ | バレンシア |

| GK                     | 13 | ヤスパー・シレッセン     |      |      |
| RB                     | 2  | ネルソン・セメド         |      | 46分 |
| CB                     | 3  | ジェラール・ピケ         |      |      |
| CB                     | 15 | クレマン・ラングレ       |      |      |
| LB                     | 18 | ジョルディ・アルバ       |      |      |
| CM                     | 8  | アルトゥール             |      | 46分 |
| CM                     | 5  | セルヒオ・ブスケツ       | 61分 |      |
| CM                     | 4  | イヴァン・ラキティッチ   |      | 76分 |
| RW                     | 20 | セルジ・ロベルト         |      |      |
| CF                     | 10 | リオネル・メッシ         |      |      |
| LW                     | 7  | フィリペ・コウチーニョ   |      |      |
| サブメンバー           |    |                          |      |      |
| GK                     | 30 | イニャキ・ペーニャ       |      |      |
| DF                     | 23 | サミュエル・ユムティティ |      |      |
| DF                     | 24 | トーマス・フェルメーレン |      |      |
| MF                     | 14 | マウコム                 |      | 46分 |
| MF                     | 21 | カルレス・アレニャ       |      | 76分 |
| MF                     | 22 | アルトゥーロ・ビダル     | 89分 | 46分 |
| MF                     | 43 | カルレス・ペレス         |      |      |
| 監督                   |    |                          |      |      |
| エルネスト・バルベルデ |    |                          |      |      |

| GK                             | 1  | ジャウメ・ドメネク           |      |      |
| RB                             | 18 | ダニエル・ヴァス             |      |      |
| CB                             | 24 | エセキエル・ガライ           |      |      |
| CB                             | 5  | ガブリエウ・パウリスタ       |      |      |
| LB                             | 14 | ホセ・ルイス・ガヤ           | 53分 |      |
| RM                             | 8  | カルロス・ソレール           |      |      |
| CM                             | 10 | ダニエル・パレホ             |      | 65分 |
| CM                             | 17 | フランシス・コクラン         |      |      |
| LM                             | 7  | ゴンサロ・ゲデス             |      |      |
| CF                             | 19 | ロドリゴ・モレノ             |      | 88分 |
| CF                             | 9  | ケヴィン・ガメイロ           |      | 72分 |
| サブメンバー                   |    |                              |      |      |
| GK                             | 13 | ネト                         |      |      |
| DF                             | 12 | ムクタル・ディアカビ         |      | 88分 |
| DF                             | 15 | アントニオ・ラト             |      |      |
| DF                             | 21 | クリスティアーノ・ピッチーニ |      | 72分 |
| MF                             | 6  | ジョフレイ・コンドグビア     | 70分 | 65分 |
| MF                             | 20 | フェラン・トーレス           |      |      |
| FW                             | 22 | サンティ・ミナ               |      |      |
| 監督                           |    |                              |      |      |
| マルセリーノ・ガルシア・トラル |    |                              |      |      |

| コパ・デル・レイ 2018-2019 優勝 |
| ------------------------------- |
| バレンシア 11大会ぶり8回目      |